# درامد غیرمالیاتی
درامد غیر مالیاتی درآمد دولت یک کشور غیر مالیات دریافتی از مردم است. نمونه‌ای از این درامدها، کمک‌های خارجی، وام، غرامت و جرائم هستند. 